# Csíksomlyói Mária Társulat
A Csíksomlyói Mária Társulat kiemelkedő helyet foglalt el a Csíksomlyói Római Katolikus Gimnázium diákságának életében, ugyanakkor nagy szerepe volt, mind a vallásos buzgóság erősítésében mind a tanulmányi eredmények előmenetelében. A társulat tartotta ébren a Mária-eszményeket azoknak a lelkében, akiket a csíksomlyói Szűz istenanyasága megihletett és a szebb, tökéletesebb élet felé vonzott.

## Története
A Mária Társulatot 1730-ban, P. Szabó Benedek, az ifjúság lelki vezetője alapította, a Csíksomlyói Római Katolikus Gimnáziumban tanuló ifjúság Mária-tiszteletének ápolására és fejlesztésére. A társulat, amely az idők folyamán nemcsak a hagyományos Mária-tiszteletet mélyítette el a csíki diákság lelkében, hanem intézményeket is létesített önmagában, nagy lendületet adott a csíksomlyói szellem kibontakozására.
Szabó Benedek atya számára nem volt elégséges, hogy csak beszédeiben és tanításaiban érzékeltette a boldogságos Szűz Mária pártfogását, hanem terve kezdetben az iskola keretén belül egy bizalmas kör megalakítása volt, a Hortus Carthenicus.
1730. január 18-án, a kászonjakabfalvi származású, Rómában tanuló, Csürös János plébánoshoz azzal a kéréssel fordult, hogy a Szentszéknél eszközölje ki szándékának megvalósulását, a tanulóifjúság jámborságának fokozására és a hazának becsületére.
1730. október 16-án, XII. Kelemen pápa kiadta a Cum sicut accepimus című megerősítő bullát, amelyet Sorger György erdélyi püspök december 11-én tudomásul vett.
A Mária Társulat megszervezésében a ferences rend tagjai közül, P. Csató Elek, a Szent István királyról elnevezett ferences rendtartomány első tartományfőnöke, valamint Gáspár Ferenc is részt vett.
Az újonnan megalakult Mária Társulatot a szeplőtelenül fogantatott Szűz pártfogása alá helyezték.
Az ünnepélyes felvételt 1731. július 2-re tűzték ki. A Társulat elnöke Ács János atya, rektora Andrási István apostoli főjegyző, felcsíki főesperes és csíksomlyói plébános volt. A felavatásra, a jelölteket a Labarum alatt vonultatták fel. Tanácsosok voltak: Barabás Márton, Kis György plébánosok, Czikó Ferenc a két Szék főjegyzője és Czikó László.
A Társulat első tagjai, 45 tanuló, a nagyobb osztályos növendékek közül kerültek ki, ugyanakkor Adorján János elemi iskolai tanító is az alapítók közé tartozott.
Nagy népszerűségének köszönhetően, 1734-ben, a hívek adományából a gimnázium mellett emeletes Oratóriumot építettek, amelyet kezdetben múzeumnak és előadóteremnek, később a gimnázium bővítése után, csak ájtatossági célokra használtak. A Veress Lajos társulati elnöksége alatt elkészített imahelyet oltárral és szép egyházi ruhákkal látták el.
Kastal János nagyprépost és káptalani helynök, székelyföldi körútja alkalmával, meglátogatta a gimnáziumot is. Engedélyezte, hogy a tanulók részére az Oratóriumban csendes szentmisét végezhessenek, ugyanakkor kötelezővé tette a növendékek számára, a vasár- és ünnepnapokon a konvent-misén való részvételt.
A társulati összejövetelek alkalmával szentbeszédek, könyörgő imák, himnuszéneklések hangzottak el a jótevőkért, ugyanakkor az elhunyt tagokért halotti zsolozsmákat végeztek. A körmeneteken testületileg vettek részt, amelyet a Labarummal, fáklyákkal és zenével kísértek.
A Mária Társulatba való fölvételt rendszerint július 2-án, Sarlós Boldogasszony ünnepén tartották. A régi tagok és a jelöltek kettős sorban vonultak fel a templomba. Először egy nagyobb osztályos tanuló tartott beszédet és társait a Szűzanya oltalmába ajánlotta. Utána, a diákok az evangélium oldalán ülő rektor elé járulva, egy évig tartó próbaidős fogadalmat tettek, amelynek értelmében a boldogságos Szűz oltalma alatt akarnak élni és meghalni.
1785-ben, II. József beszüntette a Társulat áldásos működését, amelyet 1792-ben Andrási Rafael indított újra. A magyar szabadságharc idején az iskolákkal együtt szünetelő társulat javait eladták. A begyűlt összeget, a Csíksomlyói ferences kolostorra kirótt hadisarc fedezésére használták fel.
A Mária Társulat könyvtárának állománya, amelyet 1873-ban P. László Polikárp rendezett át, 660 kötettel a Csíksomlyói ferences könyvtárba került.
A Mária Társulat működése a XX. század fordulóján szűnt meg, a diák Mária-kongregációk általánossá tételével. A társulat utolsó ferences vezetője P. Kopatz Pátrik, a gimnázium hittanára volt, aki 1900. szeptember 9-én végezte az utolsó a felvételi bejegyzést.

## Célja
- Isten után a Boldogságos Szűz különös tisztelete és becsülése.
- A keresztény erényekben, testi és lelki tisztaságban való gyarapodás.
- A tudományokbani nagyobb előhaladás.

Aki ezen célokra törekedett és beiratkozott a társulatba, a törvények betartása mellett, Mária-társulati tagnak nyilváníttatott és „Sodalis Marianusnak” nevezték.

## Törvényei
A társulati törvényeket a XVII. századtól működő bajorországi Mária Társulattól vették át. Ezen törvényeket és a tagok számára előírt imákat a Csíksomlyói ferences nyomdában nyomtatták ki. 1802-ben, 1818-ban és 1835-ben latin nyelven adták ki. Az 1850-es évek elején, P. Bodó Sebestyén tanár, a társulat elnöke, magyarra fordította és rövidített változatban egy történelmi bevezetővel a ferences nyomda betűivel nyomtatták ki.
A társulat törvényei 12. pontban voltak összefoglalva.

## Működése
A Csíksomlyói Mária Társulat úgy működött mint egy magyar nyelvű önképzőkör. A Társulat vallásos szellemben nevelte az ifjúságot és nagy gondot fordított az anyanyelv ápolására. Ebben a szervezeti keretben nyújtottak lehetőséget a diákoknak az anyanyelv ápolására, az iskolában latin nyelven folyó oktatás mellett. A társulat tevékenysége kizárólag a tanórákon kívül zajlott.
Az 1751-es feljegyzések alapján a társulat a következőképpen működött:
A tanév kezdetét követő első vasárnapon a Szent Lélek segítségül hívása után választották meg az asszisztenseket és a fáklyavivőket, ugyanakkor jelölték ki a legerősebb, legrátermettebb diákok közül a labarifert is.
Minden hónap első vasárnapján a tagok havi ívecskét kaptak, amelyen azon védőszentek nevei voltak felsorolva, akiket meghatározott napokon tisztelni kellett, ugyanakkor a szent keresztútját, erénygyakorlatokat, imákat és más áhítatossági tevékenységeket is tartalmazott.
Második vasárnap az ifjúság erkölcsi nevelésének javítására tartottak beszédet.
A harmadik vasárnapon a társulat elhunyt jótevőiért végeztek zsolozsmát.
A negyedik vasárnap a Mária Társulat törvényeit ismertették és magyarázták.
A társulat tagjai az erénygyakorlat mellett nagy gondot fordítottak az illem és tisztesség megtartására. A szabályokból megtanulták, hogyan kell viselkedni egy diáknak és melyek azok az illemszabályok amit olykor figyelmen kívül hagytak a tanulók.
A csíksomlyói Mária Társulat tagjai részére egy 66 pontból álló illemszabályt állítottak össze. Az eredeti latin nyelvű szöveget Nagy István tanár fordította magyar nyelvre.
A Mária Társulat tevékenységében, szokásaiban egészen a fiatal kor szelleméhez alkalmazkodott.
Az eszményi szépért rajongó ifjak elé, példaképként állította Szűz Mária alakját, mint a mennyek királynőjét, ezáltal ösztönözve a romlatlanság, az őszinteség, a kitartó erény megtartására.
„A gyermeknyi ifju félbeszakitja kedvencz játékát, mikor legjobban esnék, oda borul a társulat oratoriumának hideg padlózatára; ... vagy mezitláb a szent hegyre kizarándokol, mintha a küzdelemre, néha szenvedésre hivatott ember előgyakorló iskoláját látnád, melyből edzett test, szilárd lélek fog kikerülni az életküzdelmek porondjára.” Bándi Vazul

## Ünnepi szertartások
Mária ünnepein, a társulat tagjai, a szertartásnak megfelelő öltözetben az oratóriumban gyülekeztek. Miután elhangzott az „Oltalmad alá folyamodunk” kezdetű antifóna, az „Ave maris stella” éneklése közben, a körmenet zászlókkal elindult a templom felé.
Elől mentek a kisiskolások, a labarum után az újoncok következtek, azután a syntaxisták, majd a fáklyavivők, leghátul ment a karingbe öltözött praeses. A templomba érve elénekelték az „Oltalmad alá” című antifónát.
Szintén énekkel vonultak vissza az oratóriumba, ahol az „Üdvözlégy Máriát” elimádkozva fejezték be az ünnepi körmenetet.
Nagyobb ünnepeken az oratóriumban misét tartottak és a lorettói litániát is elénekelték. Szeplőtelen fogantatás és Sarlós Boldogasszony ünnepén szónokokat hívtak meg az ünnepi szentbeszéd megtartására.

## A kultúra szolgálatában
A Csíksomlyói Római Katolikus Gimnázium keretében létrehozott Mária Társulat nemcsak a vallásos buzgóság emelésére szolgált, hanem a tanulmányi előmenetel felügyelője és előmozdítója is volt. Különösen a magyar nyelven előadott színdarabok és szavalatok által a régi latinos iskola világában, magyar nyelvű önképzőkörként működött.
Kultúrtörténeti szempontból a legfontosabb az 1748-ból származó följegyzés, miszerint a Mária Társulat kijavíttatta a színielőadásokra használt helyiséget és az összegyűjtött színdarabok elhelyezésére új szekrényt készíttetett.
Bándi Vazul a gimnázium egykori igazgatója, a Csíksomlyói Római Katholikus Főgymnásium története című könyvében arról is beszámol, hogy a Mária Társulat saját költségén, 1721-1774 között:
„a tanulók által előadott darabokból összesen 28 misztérium összeíratván, egy kötetbe köttetett s így Csík megyének ezen korból a legbecsesebb nyelvemlékeket megmentette számunkra.”

## Külső hivatkozások
- Katolikus lexikon